# Amtsgericht Eisenach

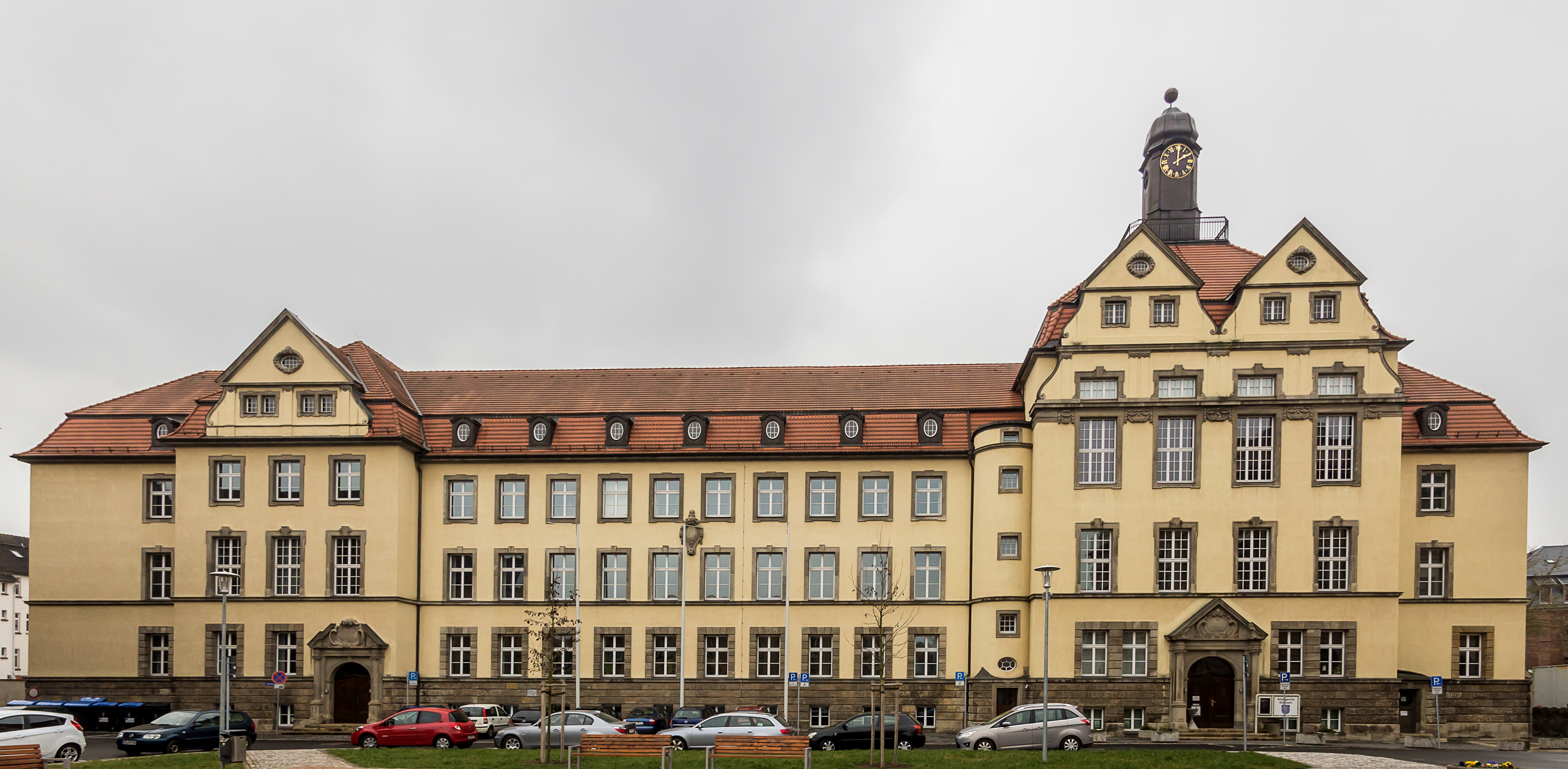
Gerichtsgebäude (2015)

Das Amtsgericht Eisenach ist ein Gericht der ordentlichen Gerichtsbarkeit und eines von sechs Amtsgerichten (AG) im Bezirk des Landgerichtes Meiningen.

## Gerichtssitz und -bezirk
Sitz des Gerichtes ist die Stadt Eisenach im Westen Thüringens. Der 774 km² große Gerichtsbezirk erstreckt sich auf die dem Wartburgkreis angehörigen Gemeinden Amt Creuzburg, Berka v. d. Hainich, Bischofroda, Eisenach, Gerstungen, Hörselberg-Hainich, Krauthausen, Lauterbach, Nazza, Ruhla, Seebach, Treffurt, Werra-Suhl-Tal und Wutha-Farnroda. In ihm leben mehr als 94.000 Menschen.
Insolvenzverfahren bearbeitet das Amtsgericht Meiningen. Für die Führung des Handels-, Genossenschafts- und Partnerschaftsregisters ist das Amtsgericht Jena zuständig. Zentrales Mahngericht ist das Amtsgericht Aschersleben.

## Gebäude
Das Gericht ist im Gebäude Theaterplatz 5 untergebracht. Das Arbeitsgericht Suhl hält hier Gerichtstage ab. Es steht unter Denkmalschutz.

## Übergeordnete Gerichte
Dem AG Eisenach ist das Landgericht Meiningen übergeordnet. Zuständiges Oberlandesgericht ist das Thüringer Oberlandesgericht in Jena.